# World in Flames
World in Flames är ett brädspel som simulerar andra världskriget och är utvecklat av Australian Design Group. Spelet är troligen det mest detaljerade konfliktspelet på strategisk nivå som handlar om andra världskriget. Hela världen är spelplats för spelet och spelet täcker både politiska, strategiska och taktiska aspekter.
World in Flames spelas av två till sex spelare uppdelat på två sidor, de allierade respektive axelmakterna. Före spelets start delas spelarna in i två lag och varje lag får dolt ange hur många spelomgångar de tror sig behöva att besegra axelmakterna om de själva skulle spela de allierade. Det lag med lägst bud spelar allierade och det andra spelar givetvis axelmakterna. Spelet slutar efter det antal spelomgångar som de allierade bjudit och om de lyckats besegra axelmakterna vid det laget anses de vara vinnare av spelet. Om de misslyckats står axelmakterna som segrare.